# Wonder Story Annual
Wonder Story Annual — бульварный научно-фантастический журнал, выходивший с 1950 года в издательстве Standard Magazines. Он создавался для повторной публикации произведений из ранних выпусков журналов Wonder Stories, Startling Stories и Wonder Stories Quarterly, принадлежавших тому же издателю. Журнал просуществовал всего четыре выпуска и был закрыт в 1953 из-за конкуренции со стороны научно-фантастических книг в мягких обложках. Среди повторно опубликованных в журнале произведений можно отметить «Дважды во времени» (Twice in Time) Мэнли Уэйда Веллмана и «Ментальные пираты» (The Brain-Stealers of Mars) Джона Вуда Кэмпбелла-младшего.

## История публикаций и содержание
Первый научно-фантастический журнал Amazing Stories был запущен в 1926 году Хьюго Гернсбеком в разгар эры бульварных журналов. Это помогло сформироваться научной фантастике как отдельному жанру, и к середине 1930-х годов появилось ещё несколько научно-фантастических журналов, в том числе Wonder Stories, также издаваемый Гернсбеком. В 1936 году Нед Пайнс из Beacon Publications выкупил у Гернсбека Wonder Stories, и изменил название на Thrilling Wonder Stories. В 1939 и 1940 годах он начал издавать ещё два научно-фантастических журнала: Startling Stories и Captain Future. В рамках сделки Пайнс приобрёл права на перепечатку опубликованных в Wonder Stories произведений. Часть материалов впоследствии выходила в журналах Startling Stories и Captain Future, но ни в одном из них не хватало объёма для размещения более длинных работ. В конце 1940-х годов бум научно-фантастических журналов побудил Пайнса запустить новый журнал Fantastic Story Quarterly для повторной публикации длинных произведений. Первый номер вышел весной 1950 года. Fantastic Story Quarterly оказался достаточно успешным и позднее в том же году Пайнс начал выпускать ещё один журнал с переизданиями научной фантастики — Wonder Story Annual. Пайнс планировал использовать новый журнал для повторной публикации романов, дополняя их лишь небольшим количеством коротких рассказов. Первый выпуск был датирован 1950 годом и вышел летом того же года.
В журнале были повторно опубликованы романы «Дважды во времени» (Twice in Time) Мэнли Уэйда Веллмана, «Врата в Рай» (Gateway to Paradise) Джека Уильямсона, «Натиск с Ригеля» (Onslaught from Rigel) Флетчера Прэтта (при переиздании в книжном формате в 1960 году назван «Захватчики с Ригеля» (Invaders from Rigel)), и «Смерть железа» (The Death of Iron) французского писателя Сержа-Симона Эльда (роман был переведён на английский язык Праттом для публикации в Wonder Stories в 1932 году). В журнале также повторно публиковались и произведения меньшего размера, например, «Ментальные пираты» (The Brain-Stealers of Mars) Джона Вуда Кэмпбелла-младшего, «Ничего серьёзного» (Nothing Sirius) Фредерика Брауна, «Раздражительный народец» (The Irritated People) Рэя Брэдбери и «Вечный человек» (The Eternal Man) Друри Шарпа (в этом произведении были объединены более ранняя версия «Вечного человека», опубликованная в августовском номере Science Wonder 1929 года, и «Возрождение вечного человека» (The Eternal Man Revives), опубликованное в летнем номере Wonder Stories 1930 года). Несмотря на первоначальный успех Wonder Story Annual столкнулся с жёсткой конкуренцией за читателей со стороны научно-фантастических книг в мягких обложках (англ. paperbacks), в частности, со стороны переиздаваемых антологий. Редакторы пытались позиционировать журнал как «Лучшую антологию научной фантастики Америки» (англ. America's Best Science Fiction Anthology), но к 1953 году битва была проиграна и выпуск этого года стал последним.

## Библиографические данные
Журнал выходил ежегодно с 1950 по 1953. Редактором первых двух выпусков был Сэм Мервин, последних двух — Сэмюэл Майнс. Первые три выпуска были объединены в один том, второй том состоял всего из одного выпуска. Wonder Story Annual выходил в формате бульварных журналов и стоил 25 центов, в первом выпуске было 196 страниц, в остальных трёх — по 160 страниц. Издатель первого выпуска — Better Publications (Чикаго и Нью-Йорк), следующих трёх — Best Books (Кокомо, Индиана). Better Publications была торговой маркой Standard Magazines (Нью-Йорк), а Best Books — дочерней компанией Standard.
Канадское издание первого номера появилось в издательстве Better Publications в Торонто, содержание полностью соответствовало американскому изданию.